# Slivna (okręg Gałacz)
Slivna – wieś w Rumunii, w okręgu Gałacz, w gminie Berești-Meria. W 2011 roku liczyła 703 mieszkańców.